# Kliklyd
 Denne artikel indeholder lydfiler af formatet ogg. Gå til en:Wikipedia:Media help for hjælp til afspilning.
En kliklyd (også kaldet et smæld eller blot et klik) er inden for fonetikken en konsonantal obstruentlyd, som fremkommer ved en dobbelt tillukning med tungen af talerøret både forrest og bagest i ganen og en efterfølgende frigivelse af den forreste tillukning. Lydene udtales ingressivt, altså med en indadrettet luftstrøm gennem munden eller næsen, og forefindes både i stemte og ustemte varianter. Kliklyde indgår i mange sprog i især Vesten som en del af det nonverbiale parasprog, og anvendes blandt andet også som kommandoer til ridedyr. Eksem-pelvis anvendes i visse sprog det dentale klik ( Lyt) (på dansk kendt som et smæld med tungen – i det danske skriftsprog ofte figurerende som tsk) til at udtrykke misbilligelse eller forhånelse. I andre sprog såsom zulu og xhosa repræsenteres kliklyde af selvstændige konsonanter i sprogenes respektive alfabeter.

## Sprog som anvender kliklyde
Kliklyde forekommer i særdeleshed i talesproget i sydafrikanske sprog. Det drejer sig blandt andet om alle sprog i khoisan-sprogfamilien, som især tales i og omkring Kalahari-ørkenen i det sydvestlige Afrika. I et mindre omfang anvendes kliklyde også i nogle Bantusprog, nemlig zulu, xhosa, siswati, phuthi, ndebele, sesotho, fanakalo, yeyi, mbukushu, kwangali og diriku. Derudover forekommer kliklyde i de østafrikanske sprog hadza, sandawe og dahalo, dog i et omfang, der kun omfatter få dusin ord. Af sprog, der ikke er af afrikansk oprindelse, anvender kun det australske aboriginersprog demiin kliklyde. I dette sprog anvendes desuden den eneste registrerede kliklyd, som udtales egressivt, altså med en udadrettet luftstrøm gennem munden.
For andre sprogs vedkommende anvendes kliklyde ikke i talesproget, men derimod kun som interjektioner eller anden form for parasprog til at udtrykke en følelse eller en holdning til noget. På kinesisk anvendes kliklyde undertiden i børnerim, mens de på sprog såsom persisk, græsk og maltesisk udtrykker nej, hvis de ledsages af et lille knejs. Antallet af forskellige kliklyde i de forskellige sprog varierer desuden meget. Sprog som sesotho anvender kun tre forskellige slags kliklyde, mens khoisan-sproget ǃXóõ anvender halvtreds forskellige kliklyde. For sidstnævnte sprogs vedkommende indledes desuden 70% af alle ord med en kliklyd.

## Typer af kliklyde
Man skelner mellem fem typer kliklyde, der alle kan sættes i forbindelse med andre bogstaver, hvorved der dannes anderledes – men dog meget lignende – lyde:
- Dentalt klik  Lyt (i IPA repræsenteret ved ǀ) er karakteriseret som en smældende lyd med et højt toneleje, og det fremkommer ved at suge med tungen mod de øvre fortænder eller mod den allerforreste del af ganen. Det dentale klik er som regel det, der er lettest at udtale for en dansker. På dansk, engelsk, fransk og tysk anvendes lyden til at udtrykke misbilligelse og omskrives ofte til tsk-tsk, tss-tss eller tut-tut.
- Lateralt klik  Lyt (i IPA repræsenteret ved ǁ) er ligeledes karakteriseret som en smældende lyd, der dog ikke er helt så høj som det dentale klik. Lyden fremkommer ved at suge med tungen mod kindtænderne i den ene side eller begge sider af munden. På engelsk anvendes en simpel version af det laterale klik som en kommando, der skal få en hest til at ride hurtigere, og omskrives som regel til tchick. På xhosa repræsenteres det laterale klik ved digrafen xh (f.eks. ordet xhosa [ǁkʰosa]).
- Bilabialt klik  Lyt (i IPA repræsenteret ved ʘ) er karakteriseret ved at ligne det danske p i udtale. Det fremkommer ved at smække med læberne, dog uden at trutte munden som ved et kys. Bilabialt klik forekommer overhovedet ikke på dansk. På visse afrikanske sprog såsom zulu og xhosa repræsenteres det bilabiale klik ved et q (f.eks. på zulu: iqaqa [iːˈǃaːǃa] (på dansk: ilder)).
- Postalveolært klik  Lyt (i IPA repræsenteret ved ǃ), andre gange blot kaldet alveolært klik, er karakteriseret som en smældende eller poppende lyd med et lavt toneleje, og det fremkommer ved brat at føre tungespidsen ned fra ganen, ofte med store kæbebevægelser. Det postalveolære klik lyder ofte langt højere end øvrige konsonanter. På dansk anvendes en lignende simpel variant til at simulere lyden af en hests gang.
- Palatalt klik  Lyt (i IPA repræsenteret ved ǂ), andre gange kaldet palatoalveolært klik, er karakteriseret som en blød poplyd, og den fremkommer ved blødt at føre en flad tunge ned fra midten af ganen. Det palatale klik forekommer overhovedet ikke på dansk.